# Panorama (musikalbum)
Panorama är det amerikanska new wave-bandet The Cars tredje album. Det släpptes 15 augusti 1980 på skivbolaget Elektra.

## Låtlista
Alla låtar är skrivna och komponerade av Ric Ocasek (med Greg Hawkes, på låt 8). 
| 1. | Panorama         | Ocasek       | 5:42 |
| 2. | Touch and Go     | Ocasek       | 4:55 |
| 3. | Gimme Some Slack | Ocasek       | 3:32 |
| 4. | Don't Tell Me No | Benjamin Orr | 4:00 |
| 5. | Getting Through  | Ocasek       | 2:35 |

| 6.  | Misfit Kid          | Ocasek     | 4:30 |
| 7.  | Down Boys           | Orr        | 3:09 |
| 8.  | You Wear Those Eyes | Orr/Ocasek | 4:55 |
| 9.  | Running to You      | Orr        | 3:22 |
| 10. | Up and Down         | Ocasek     | 3:31 |

| 11. | Shooting For You (previously unreleased)                                 | Orr    | 4:04 |
| 12. | Be My Baby (early version of "Maybe Baby")                               | Ocasek | 5:00 |
| 13. | The Edge (previously unreleased)                                         | Orr    | 3:26 |
| 14. | Don't Go to Pieces (B-side of "Don't Tell Me No" and "Gimme Some Slack") | Orr    | 4:04 |